# Lošinj

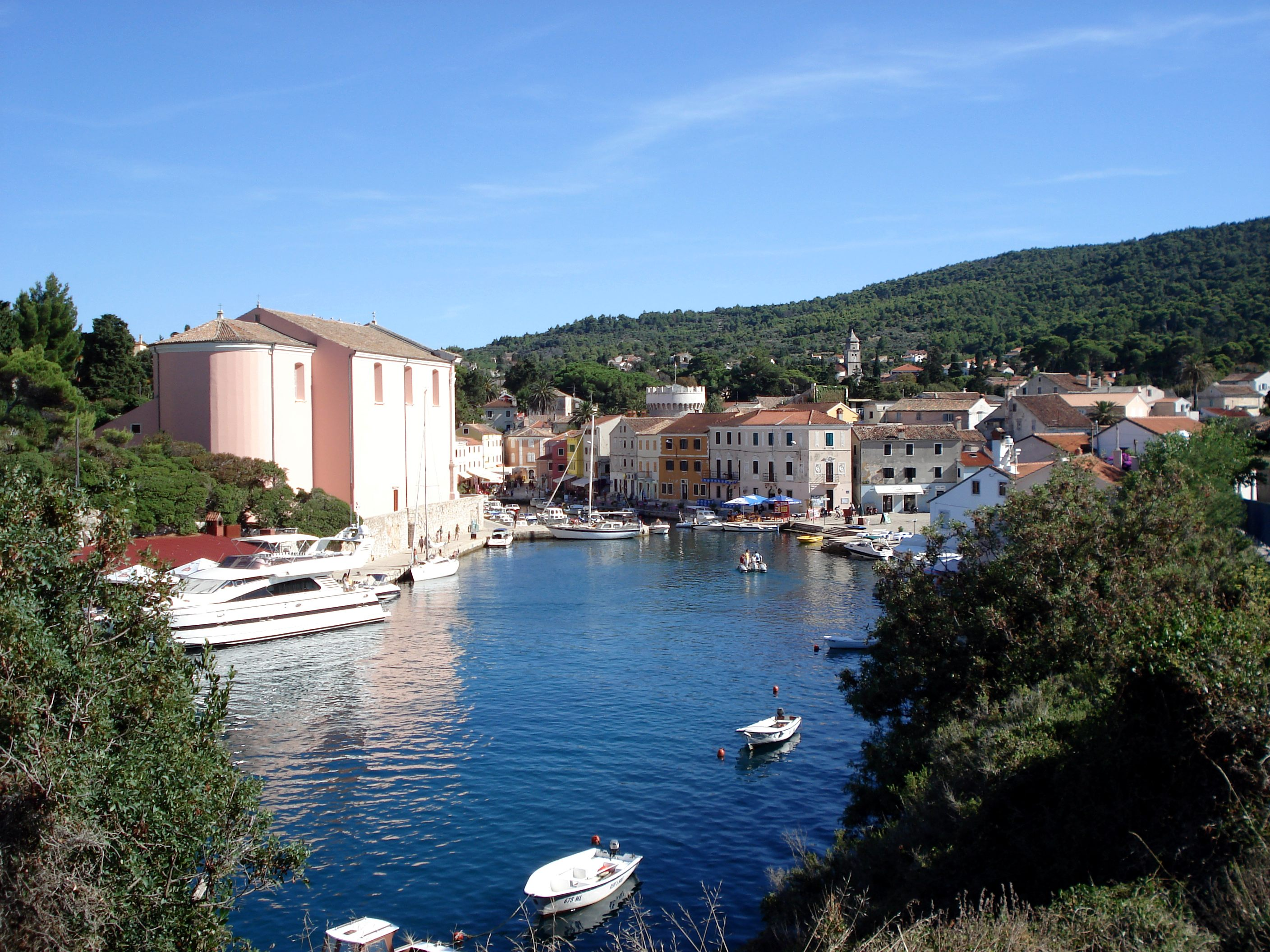
Hamnen i staden Veli Lošinj.

Lošinj, (italienska: Lussino, tyska: Lötzing, latin: Apsorrus) är en av Kroatiens större öar, och den elfte största i Adriatiska havet. Den ligger sydöst om Istrien, och i norr ligger Kroatiens till ytan största ö Cres. Lošinj har emellertid mer än dubbelt så stor befolkning, cirka 8 000. Lošinj utgjorde tidigare en del av Cres, men har avskiljts genom byggandet av en kanal. Den största orten på ön är Mali Lošinj. Det finns en charterflygplats på ön, Lošinjs flygplats, som är öppen på somrarna.

## Större orter och bosättningar
- Artaturi (italienska: Artatore)
- Ćunski (Chiusi Lussignano)
- Mali Lošinj (Lussinpiccol)
- Nerezine (Neresine)
- Sveti Jakov (San Giacomo Lussignano)
- Veli Lošinj (Omnämnd första gången år 1398 som Velo Selo. Italienskt namn Lussingrande.)